# Kostel Nejsvětějšího srdce Páně (Velký Osek)
Římskokatolický filiální kostel Nejsvětějšího srdce Páně ve Velkém Oseku na Kolínsku je moderní neorientovaný kostel z roku 1934.

## Popis
Loď kostela je obdélníková ukončená pravoúhlým kněžištěm. nad severním průčelím stojí věž. Vnější stěny jsou členěny mělkými lizénami a trojicí oken.

Zařízení kostela pochází ze zrušeného kostela v Praze – Bohnicích. Obraz na hlavním oltáři pochází od J. Obrovského, socha Panny Marie od Františka Úprky.